# Centrosom
Centrosomen är en struktur inne i de flesta typer av eukaryota celler. Centrosomen består av två centrioler, en moder- och en dottercentriol. Centrosomen reglerar cytoskelettet, framförallt mikrotubuli under en pågående celldelning. Centrosomen upptäcktes 1888 av Theodor Boveri och beskrevs tidigt som ett speciellt organ under celldelningen. Inför celldelningen dupliceras centrosomen. De två centrosomerna vandrar sedan mot varsin pol och lägger sig på varsin sida om cellkärnan. De utvecklar då mikrotubulitrådar som drar isär systerkromatiderna i anafasen. De trycker sedan isär polerna för att underlätta delningen av cellen. Trådarna bryts sedan ner och försvinner. 